# Древники (Замойський повіт)
Древники (пол. Drewniki) — село в Польщі, у гміні Скербешів Замойського повіту Люблінського воєводства. Населення — 62 особи (2011).

## Історія
За даними етнографічної експедиції 1869—1870 років під керівництвом Павла Чубинського, у селі переважно проживали греко-католики, проте населення здебільшого розмовляло польською мовою.
У 1975—1998 роках село належало до Замойського воєводства.

## Демографія
Демографічна структура станом на 31 березня 2011 року:
|          | Загалом | Допрацездатний вік | Працездатний вік | Постпрацездатний вік |
| -------- | ------- | ------------------ | ---------------- | -------------------- |
| Чоловіки | 30      | 5                  | 20               | 5                    |
| Жінки    | 32      | 4                  | 17               | 11                   |
| Разом    | 62      | 9                  | 37               | 16                   |